# Меморіальні та анотаційні дошки і знаки Севастополя

## Анотаційні дошки і пам'ятні знаки
| Зображення | На честь кого, чого чи якої події                       | Адреса                                                        | Дата встановлення  |
|            | Алексакіса Оріона Христофоровича                        | Алексакіса вулиця, 8                                          |                    |
|            | Байди Марії Карпівни                                    | Комсомольський парк імені Героя Радянського Союзу Марії Байди |                    |
|            | Богданова Миколи Васильовича                            | Вулиця Богданова № 23                                         |                    |
|            | Богданова Миколи Васильовича                            | Вулиця Богданова, біля Богдановського ринку                   |                    |
|            | Бузина Василя Івановича                                 | Пушкіна вулиця, сквер Василя Бузина                           | 1975, травень      |
|            | Вакуленчука Григорія Микитовича                         | Вакуленчука вулиця, перед будинком № 13                       | 1975               |
|            | Водоп'янова Михайла Васильовича                         | Спуск Водоп'янова                                             |                    |
|            | Воїнів-інтернаціоналістів                               | Леніна вулиця, сквер воїнів-інтернаціоналістів                | 1999, 15 лютого    |
|            | Гармаша Костянтина Васильовича                          | Героїв Севастополя вулиця, 60 (на розі з вулицею Гармаша)     | 1975, 5 травня     |
|            | Геловані Арчила Вікторовича                             | Геловані Маршала вулиця, 26                                   | 2000, 10 листопада |
|            | Героїв Севастополя                                      | Героїв Севастополя вулиця, 22                                 |                    |
|            | Демидова Івана Якимовича                                | Демидова вулиця, 1                                            |                    |
|            | Єрошенка Василя Миколайовича                            | Єрошенка вулиця, 1                                            |                    |
|            | Захарова Георгія Федоровича                             | Захарова площа, 1                                             |                    |
|            | Захарова Георгія Федоровича                             | Захарова площа, 4                                             |                    |
|            | Каманіна Миколи Петровича                               | Каманіна вулиця, 5                                            |                    |
|            | Колобова Євгена Миколайовича                            | Колобова вулиця, 21                                           | 1989, 24 вересня   |
|            | Крестовського Андрія Васильовича                        | Крестовського вулиця (Балаклава)                              |                    |
|            | Кулакова Миколи Михайловича                             | Октябрьського Адмірала вулиця, 10/ Кулакова вулиця, 66        | 1983               |
|            | Купріна Олександра Івановича, (скульптор В. Є. Суханов) | Купріна вулиця, 2                                             | 2000, 8 вересня    |
|            | Лазарєва Михайла Петровича                              | Велика Морська вулиця, 1, біля площі Лазарєва                 |                    |
|            | Лазарєва Михайла Петровича                              | Лазаревська вулиця, 9                                         |                    |
|            | Леваневського Сігізмунда Олександровича                 | Леваневського вулиця, 16                                      |                    |
|            | Мокроусова Олексія Васильовича                          | Мокроусова вулиця, 1                                          |                    |
|            | Музики Миколи Олексійовича                              | Музики Миколи вулиця, 2                                       | 1979, 13 жовтня    |
|            | Назукіна Івана Андрійовча (скульптор В. Є. Суханов)     | 1-го Травня площа, на початку Набережної Назукіна             | 1983               |
|            | Неустроєва Степана Андрійовича                          | Площа Неустроєва                                              |                    |
|            | Октябрьського Пилипа Сергійовича                        | Октябрьського Адмірала вулиця, 8                              |                    |
|            | Онілової Ніни Андріївни                                 | Онілової Ніни вулиця, 37                                      |                    |
|            | Оношко Алли Іванівни                                    | Оношко Алли вулиця, 7                                         |                    |
|            | Острякова Миколи Олексійовича                           | Генерала Острякова проспект, 1                                |                    |
|            | Екіпажу крейсера «Очаків»                               | Очаківців вулиця, 2                                           |                    |
|            | Петрова Івана Юхимовича                                 | Петрова Генерала вулиця, 2                                    | 1982               |
|            | Рев'якіна Василя Дмитровича                             | Рев'якіна вулиця, 1                                           |                    |
|            | Родіонова Олексія Павловича                             | Родіонова Генерала вулиця, 1                                  |                    |
|            | Сенявіна Дмитра Миколайовича                            | Сенявіна вулиця, 3                                            |                    |
|            | Суворова Олександра Васильовича                         | Суворова вулиця, 39                                           |                    |
|            | Фадєєва Володимира Георгійовича                         | Фадєєва Адмірала вулиця, 23а                                  |                    |
|            | Хрюкіна Тимофія Тимофійовича                            | Хрюкіна Генерала вулиця, 3                                    |                    |
|            | Частника Сергія Петрович                                | Частника вулиця, 95                                           |                    |
|            |                                                         |                                                               |                    |

## Меморіальні дошки

### На честь людей
| Зображення | Кому присвячено, короткі відомості                                             | Адреса                                                | Дата встановлення |
|            | Абдрахманову Асафу Кутдусовичу                                                 | Суворова вулиця, 29                                   |                   |
|            | Алісову Євгену Олексійовичу, граніт                                            | Петрова Генерала вулиця, 2                            | 2009, 2 жовтня    |
|            | Ахматовій Анні Андріївні                                                       | Леніна вулиця, 6                                      | 1989              |
|            | Байді Марії Карпівні                                                           | Очаківців вулиця, 2                                   |                   |
|            | Бикову Василю Івановичу                                                        | Леніна вулиця, 13                                     |                   |
|            | Вовку Михайлу Павловичу                                                        | Леніна вулиця, 52                                     |                   |
|            | Водяницькому Володимиру Олексійовичу                                           | Нахімова проспект, 3                                  | 1994              |
|            | Єрмаченкову Василю Васильовичу                                                 | Вулиця Гоголя, 19 (штаб ВПС ЧФ РФ)                    |                   |
|            | Єсауленку Миколі Савелійовичу                                                  | Проспект Жовтневої Революції, 53                      | 2001              |
|            | Жиліну Івану Сергійовичу, скульптор С. О. Чиж                                  | 4-а Бастіонна вулиця, 3                               |                   |
|            | Зубкову Олександру Іларіоновичу, скульптор С. О. Чиж, художник І. А. Белицький | Леніна вулиця, 5                                      | 1982              |
|            | Іванову Володимиру Віановичу                                                   | Маяковського вулиця, 5                                |                   |
|            | Кангуну Семену Ісаковичу                                                       | Леніна вулиця, 50                                     |                   |
|            | Касатонову Володимиру Опанасовичу                                              | Нахімова площа, 3                                     |                   |
|            | Клокачову Федору Олексійовичу                                                  | Радянська вулиця, 2 штаб ЧФ РФ                        | 2003              |
|            | Колядіну Віктору Івановичу, граніт                                             | Жовтневої Революції проспект, 35                      | 2009, 6 травня    |
|            | Криванчикову Миколі Григоровичу                                                | Нахімова проспект, 3                                  |                   |
|            | Підпільній групі «Крименерго»                                                  | Ревякіна вулиця, 1                                    |                   |
|            | Лішакову Григорію Івановичу                                                    | Проспект Жовтневої Революції, 40                      | 2002              |
|            | Мироненку Олександру Олексійовичу                                              | Велика Морська вулиця, 16                             | 2010, 18 лютого   |
|            | Моргунову Петру Олексійовичу                                                   | Радянська вулиця, 49                                  |                   |
|            | Неустроєву Степану Андрійовичу, скульптор С. О. Чиж                            | Жовтневої Революції проспект, 56а                     | 2000              |
|            | Октябрьському Пилипу Сергійовичу, художник І. А. Белицький                     | Радянська вулиця, 49                                  | 1971              |
|            | Пилипенку Володимиру Степановичу                                               | Леніна вулиця, 24                                     | 2007, 7 травня    |
|            | Пирогову Миколі Івановичу                                                      | Нахімова площа ліворуч від Матроського бульвару       | 1954              |
|            | Саріній Антоніні Олексіївні                                                    | Велика Морська вулиця, 38                             | 2000              |
|            | Сисоєву Віктору Сергійовичу                                                    | Велика Морська вулиця, 16                             |                   |
|            | Станюковичу Костянтину Михайловичу                                             | Леніна вулиця, 40                                     | 1953, 8 травня    |
|            | Толстому Льву Миколайовичу                                                     | Нахімова площа, 2, на будівлі колишнього готелю Кіста | 2004, грудень     |
|            | Фоміну Володимиру Васильовичу                                                  | Леніна вулиця, 8                                      |                   |
|            | Чижу Станіславу Олександровичу, (скульптор Олександр Кудрін).                  | Ульянова Дмитра вулиця, 22                            | 2009, 23 жовтня   |
|            | Шмідту Петру Петровичу                                                         | Суворова вулиця, 12                                   | 1963              |
|            |                                                                                |                                                       |                   |

### На честь подій
| Зображення | Якій події приурочена                                                                                   | Адреса                          | Дата встановлення |
|            | Про базування в 1910—1912 роках Севастопольської офіцерської школи авіації.                             | Генерала Острякова проспект, 26 | 2010              |
|            | Нагородженню Севастопольської комсомольської організації орденом Червоного Прапора 28 жовтня 1948 року. | Леніна вулиця                   |                   |
|            | Співвітчизникам, що були вимушені покинути Батьківщину у 1920 році.                                     | Графська пристань               |                   |
|            | Закладці алеї на честь перемоги у німецько-радянській війні.                                            | 3-я бастіонна вулиця            | 1994              |
|            | На місці розстрілу революційних матросів повсталого крейсера «Очакова»                                  | Приморський бульвар             | 1955              |
|            | Про відкриття першої аптеки у м. Севастополь                                                            | Велика Морська вулиця           |                   |
|            | Місце відправки на фронт 1-го Севастопольського полку                                                   | Вокзальна вулиця, 10            | 1969              |
|            | |                                 |                   |

### Втрачені дошки
| Зображення | Кому чи чому була присвячена                                                     | Адреса            | Роки існування |
|            | На честь 90-річчя підняття українського прапора на кораблях Чорноморського флоту | Графська пристань | 2008           |
|            |                                                                                  |                   |                |